# Sanmarinská kuchyně
Sanmarinská kuchyně je kuchyně tradiční v ministátě San Marino. Kuchyně San Marina je velmi podobná té italské, především kuchyni ze sousedních italských oblastí (Emilia-Romagna a Marche). Základními potravina jsou těstoviny, boloňská omáčka a pizza.
San Marino je známé hlavně výrobou sýrů, ta je jednou z nejdůležitějších součástí jejich ekonomiky. V regionu Emilia-Romagna se vyrábí místní proslulý sýr Parmigiano Reggiano. Oblíbený je i vyzrálý ovčí sýr Crotonese.

## Stravování
Stejně jako Italové je zde hlavním jídlem dne večeře, která trvá dlouho, neboť se skládá z několika chodů - polévky, předkrmu, hlavního jídla a zákusku. 
Předkrmem jsou obvykle studené nebo teplé těstoviny. Často to bývá topinka potřená česnekem, olivovým olejem a rajčaty - bruschetta. Mohou to být také smažené rýžové kuličky plněné mozzarelou - suppli nebo cukína v těstíčku se smaženými artyčoky - fiori di zucca e carciofi fritti.
Obvyklým hlavním chodem je maso nebo ryby. Oblíbené jsou smažené řezy z tresky - filetti di baccala nebo telecí s parmskou šunkou a šalvějí - saltimbocca alla Romana. Přílohou bývá často tenká placka piadina nebo kukuřičná kaše polenta.
Večeři zakončuje káva a jako dezert se často podává výborná italská zmrzlina.

## Pokrmy

### Polévky

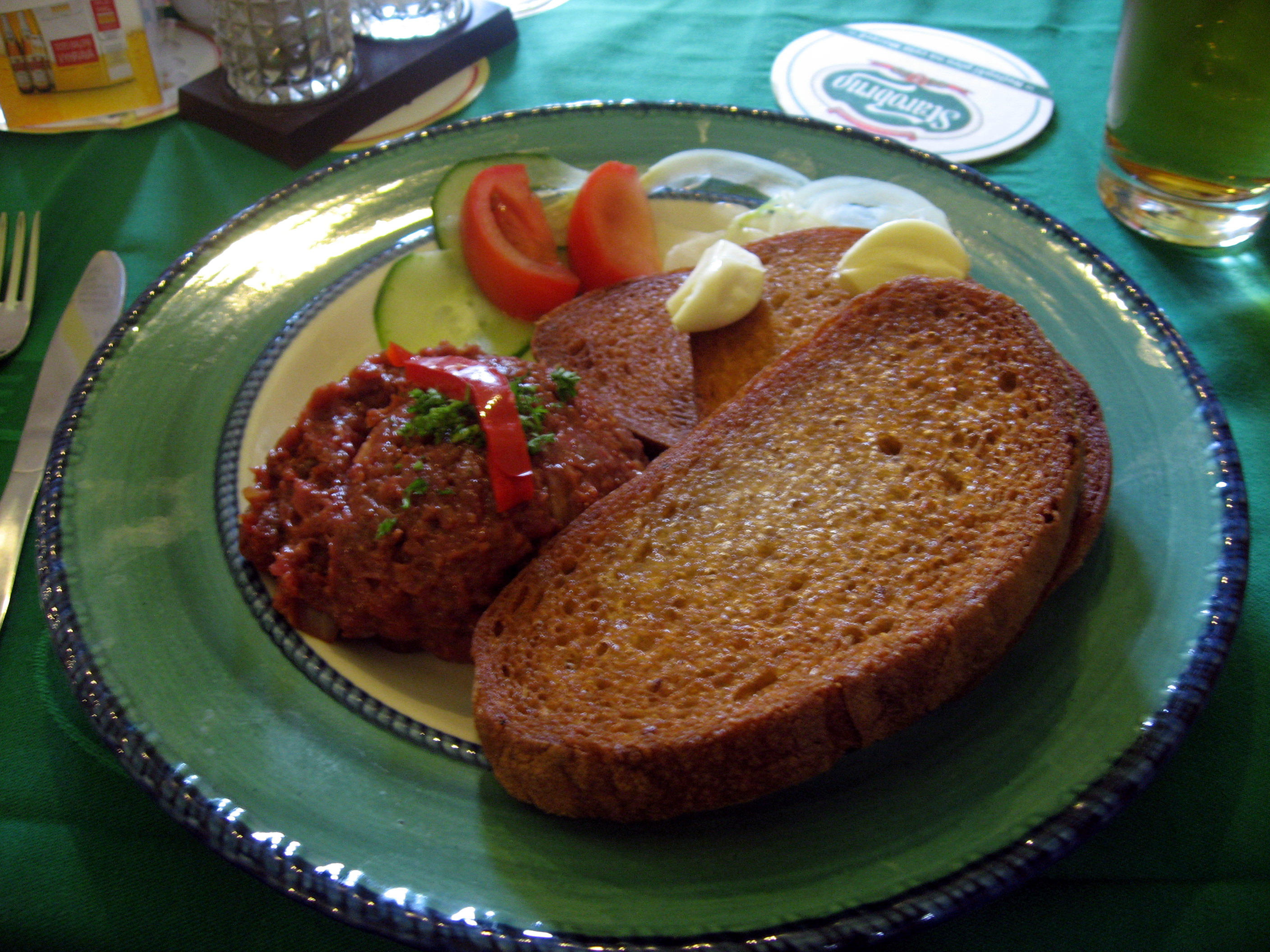
Tartare di manzo, tatarský biftek

- Fagioli con le cotiche, polévka z fazolí a slaniny, podávaná na Vánoce
- Pasta e ceci, polévka z cizrny s nudlemi, kořeněná česnekem a rozmarýnem

### Jídla
- Tartare di manzo, hovězí tatarský biftek, národní jídlo v celé severní Itálii. Syrové maso je mleté nebo pokrájené na drobné kousky, míchá se s cibulí, kousky ančoviček, kapary, citronem, olivovým olejem, solí, pepřem, tabascem a syrovým žloutkem.

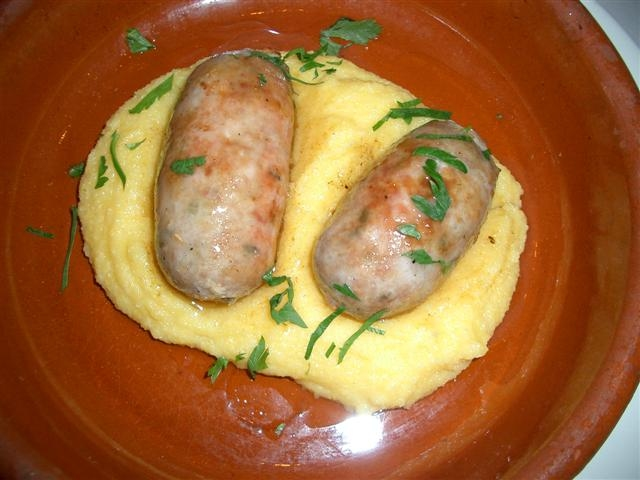
Polenta s masovými šiškami

- Polenta s masovými šiškamiPolenta, kukuřičná kaše nebo po ztuhnutí nakrájená na kousky. Podává se samostatně nebo jako příloha k masu, rybám a často politá sýrem nebo se zeleninou.
- Piadina, pšeničná placka s náplní, která se připravuje jen z pšeničné mouky a sádla. Chuť jí dodávají nejrůznější náplně - prosciutto, rukola nebo místní krémový sýr squacquerone.
- Borgo Maggiore, podobná italské piadě.
- Filetti di baccala, smažené řezy z tresky
- Saltimbocca alla Romana, telecí maso s parmskou šunkou a šalvějí
- Králík na fenykluBruschetta, česnekové topinky

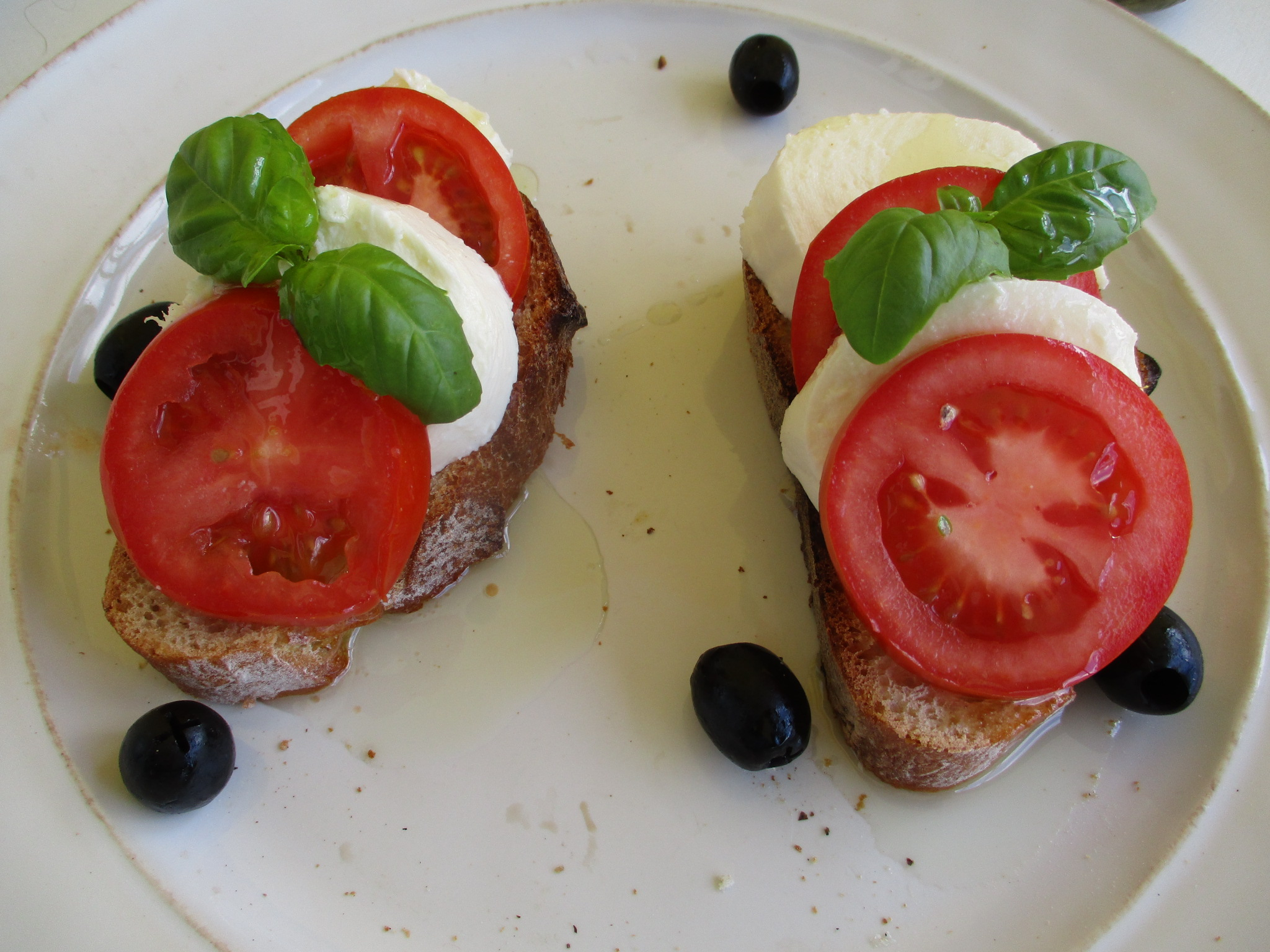
Bruschetta, česnekové topinky

- Nidi di rondine, pečený pokrm z těstovin se šunkou, hovězím, sýrem a rajčatovou omáčkou
- Erbazzone, špenátový pokrm se sýrem a cibulí
- Fiori di zucca e carciofi fritti, cukína v těstíčku se smaženými artyčoky
- Bruschetta, topinka potřená česnekem, olivovým olejem a nakrájenými rajčaty
- Suppli, smažené rýžové kuličky plněné mozzarelou

### Sladká jídla

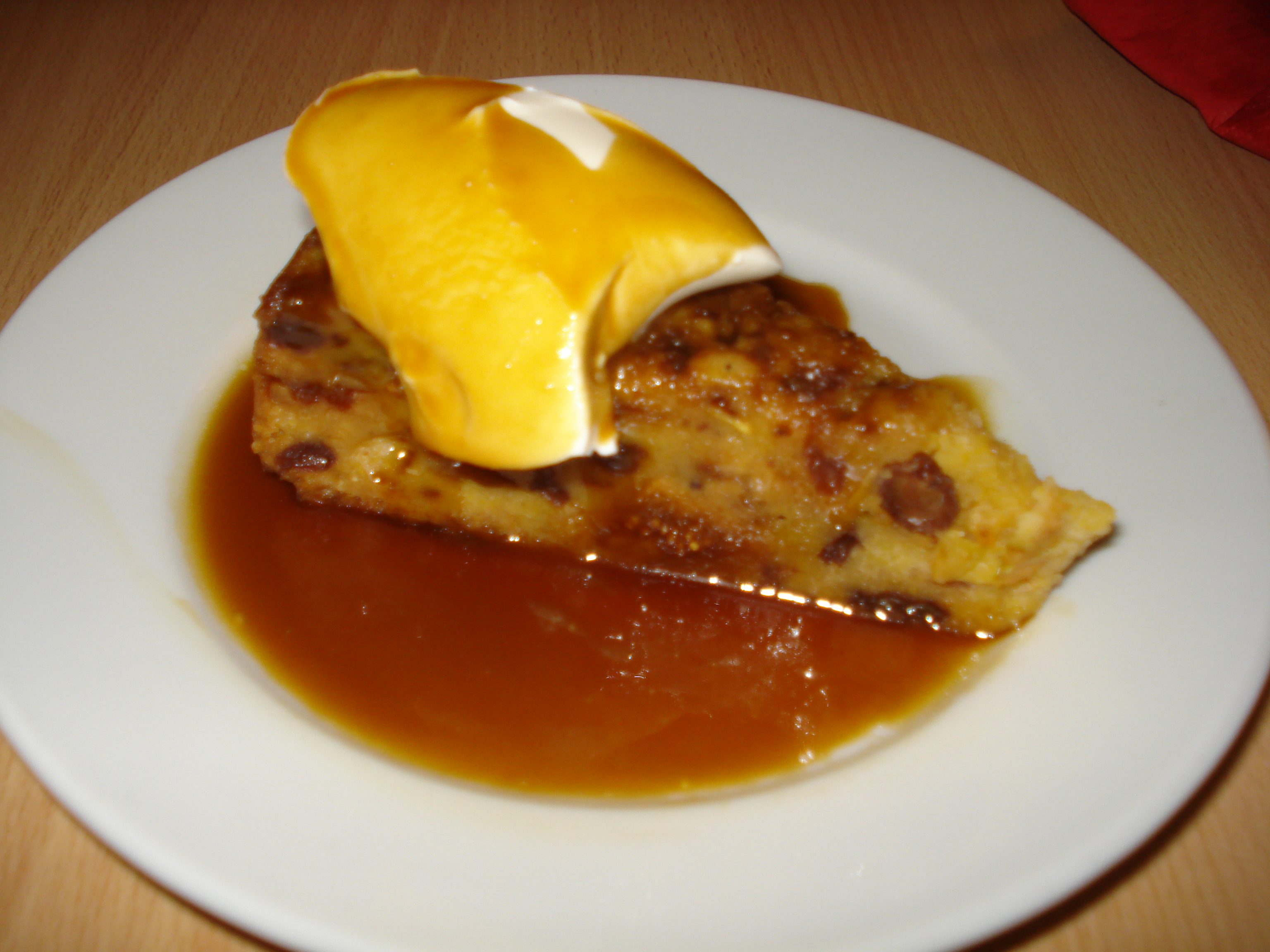
Bustrengo, vánoční dort

- Bustrengo, vánoční dortTorta Tre Monti (přeloženo "dort tří věží") je dort pojmenován podle tří sanmarinských pevností. Skládá se z několika plátů spojených ořechovým krémem a je polit čokoládou.
- Torta Titano, dort pojmenovaný podle hory Monte Titano, dort se sušenkou, lískovými ořechy, čokoládou, krémem a kávou.
- Bustrengo, vánoční dort obsahující med, ořechy a sušené ovoce
- Cacciatello, dezert z mléka, cukru a vajec
- Zuppa di ciliegie, třešně dušené v sladkém červeném víně, podávané na bílém chlebu

## Nápoje
- Káva, oblíbený nápoj v celé Itálii
- Víno, oblíbený nápoj, v San Marinu se vyrábějí bílá vína Biancale a Roncale, červená sudová vína Brugneto a Tessano
- Likéry, anýzový Mistrà, lanýžový  Tilus nebo bylinný Duca di Gualdo